# Pontelandolfo
Pontelandolfo är en ort och kommun i provinsen Benevento i regionen Kampanien i Italien. Kommunen hade 2 169 invånare (2017).